# Azzurro 1984
La terza edizione di Azzurro si è tenuta al Teatro Nazionale di Milano durante la primavera del 1984. È stata trasmessa su Italia 1 in cinque serate, l'ultima delle quali si è tenuta il 28 maggio di quell'anno.
La sigla iniziale era Boys Do Fall In Love di Robin Gibb, componente dei Bee Gees.
La conduzione era affidata a Claudio Cecchetto affiancato da Eleonora Brigliadori, Edwige Fenech, Gabriella Golia e Fabrizia Carminati, con il patron della manifestazione Vittorio Salvetti.

## Squadre partecipanti e classifica finale

### Rosa
5 697 voti
- Anna Oxa (capitana) – Eclissi totale
- Amanda Lear – Assassino
- Laura Luca – Liberi
- Raf – Self Control
- Wang Chung – Dance Hall Days
- Robert Bravo – Love Me Like I Do
- Marcel Fobert – Rap Folie

### Lillà
5 339 voti
- Jo Squillo (capitana) – I Love Muchacha
- Nathalie – Heaven on Earth
- Luca Carboni – Ci stiamo sbagliando
- Mike Francis – Survivor
- Gary Low – La colegiala
- Scialpi – Cigarettes and coffee

### Arancia
5 321 voti
- Marco Ferradini (capitano) – Due gelati
- Simonetta con Alberto Cheli – Isole
- Matt Bianco – Sneaking Out the Back Door
- Edoardo De Angelis – Mia madre parla a raffica
- Novecento – Movin' On (premio stampa rivelazione)
- Patty Pravo – Dolce una follia, Passeggiata, Morire tra le viole e Occulte persuasioni

### Ananas
5 314 voti
- Gruppo Italiano (capitano) – Il treno del caffè
- Phil Fearon and Galaxy – What Do I Do?
- Diana Est – Diamanti
- Frankie Goes to Hollywood – Relax
- Romano Bais – Mexico
- Gianna Nannini – Fotoromanza

### Quadrifoglio
5 301 voti
- Enrico Ruggeri (capitano) – Vecchio frac e La donna vera
- Giuni Russo – Limonata cha cha cha/Mediterranea
- Alberto Solfrini – Belle mulatte
- Jermaine Jackson – Do What You Do
- Champagne Molotov – C'è la neve
- Riccardo Cocciante – Sincerità

### Gardenia
4 381 voti
- Mino Reitano (capitano) – Storia d'amore per due
- Domenico Modugno - ‘’Le donne belle’’
- Daniela Goggi – È un nuovo giorno
- Nik Kershaw – Wouldn't It Be Good
- Dobrilla – Rose rosse
- The Creatures – Maybe One Day
- Rosanna Fratello - ‘’La carovana’’

## Ospiti
- Antonella Interlenghi
- Ugo Tognazzi
- Janet Agren